# Armorial de la famille de Wittelsbach
- cet armorial n'utilise pas de modèle de présentation, ce qui améliorerait sa lisibillité en modification..
- quelques blasons ne sont pas référencés.

Cette page donne les armoiries (figures et blasonnements) des princes de la maison de Wittelsbach. 

## Les origines
| Armoiries | Écu | Nom et blasonnement |
|           |     | Othon Ier (1117-1183), duc de Bavière (1180 à 1183), premier duc de maison de Wittelsbach. Issue d'Othon Ier de Scheyern, comte palatin de Bavière, acquéreur du château de Wittelsbach au XIe siècle. Cette famille constitue en fait une branche de la maison de Babenberg qui avait déjà régné sur la Bavière. Une affiliation des Luitpoldides avec la maison de Wittelsbach est possible mais pas prouvée : le comte palatin Arnulf II environ 940 avait un château construit à Scheyern ; les descendants du comte Otto I de Scheyern (d. avant le 4 décembre 1072), documentés comme Vogt de Freising en 1047, sont classés comme ancêtres des Wittelsbach. Otto reçut en 1180 de l'empereur Frédéric Ier Barberousse le duché de Bavière confisqué à Henri le Lion, duc de Bavière et de Saxonie de la maison de Welf d'Este (ducs de Bavière depuis 1070). Surnommé Othon le Grand, il est la branche des Wittelsbach qui régnèrent sur la Bavière pendant 738 ans, jusqu'en 1918. Fuselé en bande d'azur et d'argent. |
|           |     | comte palatin du Rhin (Palatinat) de 1215. Le petit-fils d'Othon le Grand, Otton II l'Illustre, reçut en outre le titre de comte palatin du Rhin par son mariage avec l'héritière du Welf Henri de Brunswick, dignité assortie de la souveraineté sur le Palatinat. de sable, au lion d'or, armé, lampassé et couronné de gueules et en 2 et 3 fuselé en bande d'azur et d'argent. Le comte palatin, comme titulaire de la dignité électorale y ajoute l'écu d'archi-sénéchal de l'Empire : gueules à l'orbe d'or cerclée de même. |

## Grands-offices desprinces-électeurs(Erzämter)
Chacun des princes électeurs était porteur d'un grand office de l'Empire. Pour une partie des électeurs laïcs, cet office se traduisait par une marque héraldique qui venait augmenter les armes de son titulaire.
| Nom | Marque | Titulaire | Blasonnement                                  |
| --- | ------ | --------- | --------------------------------------------- |
| Archi-sénéchal du Saint-Empire (au comte palatin du Rhin de 1329 à 1623 et de 1706 à 1714, puis au duc de Bavière, de 1623 à 1706 et après 1714. |        |           | De gueules à l'orbe d'or.                     |
| Archi-sénéchal du Saint-Empire (au comte palatin du Rhin de 1329 à 1623 et de 1706 à 1714, puis au duc de Bavière, de 1623 à 1706 et après 1714. |        |           | De gueules à l'orbe d'or.                     |
| Archi-trésorier du Saint-Empire (au comte palatin du Rhin de 1652 à 1706 et de 1714 à 1777, puis au duc de Hanovre de 1710 à 1714 et après 1777) |        |           | De gueules à la couronne de Charlemagne d'or. |
| Archi-trésorier du Saint-Empire (au comte palatin du Rhin de 1652 à 1706 et de 1714 à 1777, puis au duc de Hanovre de 1710 à 1714 et après 1777) |        |           | De gueules à la couronne de Charlemagne d'or. |

## Branche rodolphine (ainée), issue deRodolphe le Bègue
| Armoiries | Écu | Nom et blasonnement |
|           |     | comte palatin du Rhin (Palatinat) de 1215 à 1623. Armes familiales : écartelé en 1 et 4 de sable, au lion d'or, armé, lampassé et couronné de gueules et en 2 et 3 fuselé en bande d'azur et d'argent. Le comte palatin, comme titulaire de la dignité électorale y ajoute l'écu d'archi-sénéchal de l'Empire : écartelé en 1 et 4 de sable, au lion d'or, armé, lampassé et couronné de gueules et en 2 et 3 fuselé en bande d'azur et d'argent, sur le tout de gueules à l'orbe d'or cerclée de même. |
|           |     | Robert de Wittelsbach (1352 † 1410), roi des Romains de 1400 à 1410. d'or, à l'aigle de sable, membrée, becquée et liée de gueules ; sur le tout écartelé en 1 et 4 de sable, au lion d'or, armé, lampassé et couronné de gueules et en 2 et 3 fuselé en bande d'azur et d'argent. Différences entre dessin et blasonnement. |
|           |     | Christophe III de Bavière (1416 † 1448), roi de Danemark, de Norvège et de Suède écartelé : à la croix pattée d'argent bordée de gueules, qui est le Danebrog, cantonnée en 1 et 4, d'azur, à trois barres ondées d'argent, au lion couronné d'or, brochant sur le tout (qui est de Suède ancien) et en 2 et 3 fuselé en bande d'argent et d'azur (qui est de Bavière) ; sur-le-tout écartelé en 1 d'or, à neuf cœurs de gueules, posés en trois pals, à trois lions léopardés d'azur, armés et lampassés de gueules, couronnés du champ, brochant sur-le-tout (qui est de Danemark) en 2 d'azur, à trois couronnes d'or (qui est de Suède moderne) en 3 de gueules, au lion couronné d'or, tenant dans ses pattes une hache danoise d'argent, emmanchée du second (qui est de Norvège ancien) et en 4 de gueules au dragon d'or (qui est le royaume des Vandales),. |
|           |     | Frédéric II du Palatinat dit le Sage (1482 +1556), électeur palatin et archi-sénéchal d'Empire (1544 à 1556) écartelé en 1 et 4 de sable, au lion d'or, armé, lampassé et couronné de gueules et en 2 et 3 fuselé en bande d'azur et d'argent, sur le tout de gueules à la couronne de Charlemagne d'or |
|           |     | Frédéric V (1596 † 1632), électeur palatin et archi-sénéchal d'Empire de 1610 à 1623 et roi de Bohême de 1619 à 1620. parti de un coupé de deux, au 1 de gueules, au lion d'argent à la queue fourchée passée en sautoir, couronné, armé et lampassé d'or, qui est de Bohême, au 2 d'azur, à l'aigle échiquetée d'argent et de gueules, becquée, languée, membrée et couronnée d'or, qui est de Moravie, au 3 d'or à l'aigle de sable, armé, becqué et langué de gueules, portant sur son cœur un croisant d'argent surmonté d'une croix de même, qui est de Silésie, au 4 burelé d'argent et d'azur de dix pièces, au lion de gueules, la queue fourchée passée en sautoir, armé, lampassé et couronné d'or, qui est de Luxembourg, au 5 coupé crénelé d'azur et d'or qui est de la Haute-Lusace et au 6 d'argent au bœuf de gueules issant sur une terrasse de sinople, qui est de la Basse-Lusace ; sur le tout parti de sable, au lion d'or, armé, lampassé et couronné de gueules, qui est du Palatinat et fuselé en bande d'azur et d'argent, qui est de Bavière enté en pointe de gueules à l'orbe d'or, qui est la dignité d'archi sénéchal du Saint-Empire. |
|           |     | comte palatin du Rhin (Palatinat) de 1648 à 1688. écartelé en 1 et 4 de sable, au lion d'or, armé, lampassé et couronné de gueules et en 2 et 3 fuselé en bande d'azur et d'argent, sur le tout de gueules à la couronne de Charlemagne d'or. Différences entre dessin et blasonnement. vu aussi parfois: Au XVIIIe siècle (petites armes) : parti de sable au lion d'or contourné armé, couronné et lampassé de gueules (Palatinat du Rhin, contourné) et fuselé en bande d'azur et d'or (Wittelsbach), enté en pointe de gueules à l'orbe crucifère d'or (dignité d'archisénéchal d'Empire). |
|           |     | Charles Ier Louis du Palatinat (1617 + 1680) comte palatin du Rhin , duc de Bavière et électeur et archi-trésorier d'Empire (1648-1680), prince de Bohême, prince d’Angleterre, d'Écosse et d'Irlande, avec les insignes de l'ordre de la Jarretière. écartelé en 1 et 4 de sable, au lion d'or, armé, lampassé et couronné de gueules (Palatin) et en 2 et 3 fuselé en bande d'azur et d'argent (Bavière), sur le tout de gueules à la couronne de Charlemagne d'or (prince-électeur et archi-trésorier d'Empire) parti de sable au lion d'or contourné armé, couronné et lampassé de gueules (Palatinat du Rhin, contourné) et fuselé en bande d'azur et d'or (Wittelsbach), enté en pointe de gueules à l'orbe crucifère d'or (dignité d'archisénéchal d'Empire). |
|           |     | Rupert du Rhin (1619 + 1682), comte palatin du Rhin, duc de Bavière, prince de Bohême, prince d'Angleterre, d'Écosse et d'Irlande, après 1644 duc de Cumberland et comtè de Holderness, lord-grand-amiral d'Angleterre (en commission Liste des Lord Grand Amiral,1661-1681), avec les insignes de l'ordre de la Jarretière. écartelé en 1 et 4 de sable, au lion d'or, armé, lampassé et couronné de gueules (Palatin) et en 2 et 3 fuselé en bande d'azur et d'argent (Bavière).. |
|           |     | comte palatins de Neubourg de 1574 à 1688. comte palatins de Soulzbach de 1688 à 1795. coupé, parti de trois au 1 fuselé en bande d'azur et d'argent (qui est de Bavière), au 2 d'or au lion de sable armé et lampassé de gueules (qui est de Juliers), au 3 de gueules, à l'écusson d'argent, aux rais d'escarboucle d'or, brochantes sur le tout (qui est de Clèves), au 4 d'argent au lion de gueules, la queue fourchée passée en sautoir, armé, lampassé et couronné d'or (qui est de Berg), au 5 d'argent au lion d'azur armé lampassé et couronné d'or (qui est de Veldenz), au 6 d'or, à la fasce échiquetée d'argent et de gueules de trois tires (qui estde la Marck), au 7 d'argent, à trois chevrons de gueules (qui est de Ravensberg), au 8 d'argent à la fasce de sable ; sur le tout de sable, au lion d'or, armé et lampassé et couronné de gueules (qui est du comté palatin du Rhin). |
|           |     | électeurs palatins de Neubourg de 1688 à 1742. parti au I écartelé en 1 de sable, au lion d'or, armé et lampassé et couronné de gueules (qui est du comté palatin du Rhin), en 2 fuselé en bande d'azur et d'argent (qui est de Bavière), en 3 d'argent au lion d'azur armé lampassé et couronné d'or (qui est de Veldenz), d'or, à la fasce échiquetée d'argent et de gueules de trois tires (qui est de la Marck), et au II coupé en chef parti de trois et en pointe parti de deux en 1 d'or au lion de sable armé et lampassé de gueules (qui est de Juliers), en 2 de gueules, à l'écusson d'argent, aux rais d'escarboucle d'or, brochantes sur le tout (qui est de Clèves), en 3 d'argent au lion de gueules, la queue fourchée passée en sautoir, armé, lampassé et couronné d'or (qui est de Berg ), en 4 d'argent, à trois chevrons de gueules (qui est de Ravensberg) et en 5 d'argent à la fasce de sable ; sur le tout de gueules à la couronne de Charlemagne d'or (qui est la dignité d'Archi trésorier du Saint-Empire). |
|           |     | comte palatins de Deux-Ponts de 1569 à 1675. parti en I écartelé en 1 et 4 de sable, au lion d'or, armé et lampassé et couronné de gueules (qui est du comté palatin du Rhin) et en 2 et 3 fuselé en bande d'azur et d'argent (qui est de Bavière), sur le tout d'argent au lion d'azur armé lampassé et couronné d'or (qui est de Veldenz), en II coupé de deux parti de trois, en 1 d'or au lion de sable armé et lampassé de gueules (qui est de Juliers), en 2 de gueules, à l'écusson d'argent, aux rais d'escarboucle d'or, brochantes sur le tout (qui est de Clèves), en 3 d'argent au lion de gueules, la queue fourchée passée en sautoir, armé, lampassé et couronné d'or (qui est de Berg), en 4 d'or, à la fasce échiquetée d'argent et de gueules de trois tires (qui est de la Marck), en 5 d'argent, à trois chevrons de gueules (qui est de Ravensberg) et en 6 d'argent à la fasce de sable.. |
|           |     | Comtes de Pfalz-Veldenz écartelé en 1 et 4 de sable, au lion d'or, armé, lampassé et couronné de gueules (Palatin) et en 2 et 3 fuselé en bande d'azur et d'argent (Bavière), sur-le-tout d'argent au lion d'azur armé lampassé et couronné d'or (qui est de Veldenz). |
|           |     | rois de Suède de 1654 à 1720 (issus des comtes palatins de Deux-Ponts) écartelé à la croix pattée d'or, qui est la Croix de Saint-Eric, cantonnée en 1 et 4, d'azur à trois couronnes d'or posées 2 et 1 qui est de Suède moderne, en 2 et 3, d'azur, à trois barres ondées d'argent, au lion couronné d'or armé et lampassé de gueules, brochant sur le tout, qui est de Suède ancien, sur le tout, écartelé en 1 fuselé en bande d'azur et d'argent (qui est de Bavière), en 2 d'or au lion de sable armé et lampassé de gueules (qui est de Juliers), en 3 de gueules, à l'écusson d'argent, aux rais d'escarboucle d'or, brochantes sur le tout (qui est de Clèves) et en 4 d'argent au lion de gueules, la queue fourchée passée en sautoir, armé, lampassé et couronné d'or (qui est de Berg), sur le tout du tout de sable, au lion d'or, armé et lampassé et couronné de gueules (qui est du comté palatin du Rhin),. |
|           |     | comte palatins de Birkenfeld de 1569 à 1795. parti au I écartelé au 1 et 4 de sable, au lion d'or, armé et lampassé et couronné de gueules (qui est du comté palatin du Rhin), et en 2 et 3 fuselé en bande d'azur et d'argent (qui est de Bavière) au II écartelé au 1 d'argent au lion d'azur armé lampassé et couronné d'or (qui est de Veldenz), au 2 échiqueté de gueules et d'argent (qui est de Birkenfeld), au 3 d'argent aux trois écus de gueules posés 2 et 1 (qui est de Rappolstein) et au 4 d'argent aux trois têtes d'aigle de sable couronnées d'or posées 2 et 1 (qui est de Hohenach). pour Charles Ier comte palatin de Birkenfeld de 1569 à 1600: écartelé au 1 de sable, au lion d'or, armé et lampassé et couronné de gueules (qui est du comté palatin du Rhin), en 2 fuselé en bande d'azur et d'argent (qui est de Bavière), au 3 échiqueté de gueules et d'argent (qui est de Birkenfeld), au 4 d'argent au lion d'azur armé lampassé et couronné d'or (qui est de Veldenz). |
|           |     | comte palatins de Deux-Ponts-Cleebourg de 1681 à 1731. |
|           |     | Maximilien(1756 + 1825) puis duc de Deux-Ponts et comte de Birkenfeld, puis électeur palatin et électeur de Bavière (Maximilien IV), et premier roi de Bavière (Maximilien Ier). Palatinat en Bavière 1799-1804 : Parti en 1 : d'or au lion de sable à la queue fourchée passée en sautoir armé et lampassé de gueules, couronné d'or (qui est de Juliers) en 2, d'argent au lion de gueules, la queue fourchée passée en sautoir, armé, lampassé et couronné d'azur (qui est de Berg ), en 3, de gueules, à l'écusson d'argent, aux rais d'escarboucle d'or, brochantes sur le tout (qui est de Clèves ), en 4, d'or à la fasce de sable (qui du Comté de Sponheim), en 5, échiquetée d'argent et de gueules de trois tires (qui est de Birkenfeld), en 6 de gueules à trois montagne de sinople chargé de trois croix d'argent en sautoir (qui est de Bergen op Zoom), en 7, d'argent au lion d'azur couronné d'or (qui est du Comté de Veldenz, en 8, d'or, à la fasce échiquetée d'argent et de gueules de trois tires (qui est de la Marck ), en 9, D'argent à trois blason de gueules (2 et 1) (qui est de Ribeaupierre), en 10, d'argent, à trois chevrons de gueules (qui est de Ravensberg ), en 11, d'argent à trois têtes d'aigle de sable couronné d'or 2 et 1 (qui est de la Principauté de Waldeck-Pyrmont, sur le tout, écartelé en 1 et 4 de sable, au lion d'or, armé et lampassé et couronné de gueules (qui est du comté palatin du Rhin ) et en 2 et 3 fuselé en bande d'azur et d'argent (qui est de Bavière ), sur le tout de gueules à l'orbe d'or. Palatinat en Bavière 1804 à 1806: Parti en 1 : D'azur, au penon écartelé d'argent et de gueules, la hampe d'or et D'argent et de gueules de trois pièces (qui est de l'Évêché de Wurtzbourg), en 2, d'argent au lion de gueules, la queue fourchée passée en sautoir, armé, lampassé et couronné d'azur (qui est de Berg ), en 3, de gueules, à l'écusson d'argent, aux rais d'escarboucle d'or, brochantes sur le tout (qui est de Clèves ), en 4, d'or au lion de sable armé et lampassé de gueules au bâton d'argent brochant sur le tout (qui est de l'Archidiocèse de Bamberg), en 5, parti de gueules et d'argent (qui est de l'abbaye d'Augsbourg, en 6, coupé de gueules et d'azur à la tête de princesse couronnée d'or (qui est de l'abbaye de Kempten, en 7, d'argent à la tête de Maure au cou et à la boucle d'oreille de gueules, couronné d'or (qui est de l'abbaye de Freising), en 8, d'argent au loup de gueules (qui est de l'abbaye de Passau), en 9, d'argent à la fasce d'azur (qui est de Leuchtenberg), en 10, Coupé en1 de gueules à l'éléphant d'argent et en 2 d'or (qui est du Comté Helfenstein), en 11, d'argent, à trois chevrons de gueules (qui est de Ravensberg ), 12, d'argent à une montage à trois pics de sinople surmonté d'un lion de gueules armé et lampassé aussi de gueules (qui est de Mindeheim), 13, d'or, à la fasce échiquetée d'argent et de gueules de trois tires (qui est de la Marck ), 14, de gueules au demi aigle bicéphale d'argent (qui est de abbaye d' Ottobeuren), 15, d'argent au château à deux tours de gueules (qui est de Rothenburg), sur le tout, écartelé en 1 et 4 de sable, au lion d'or, armé et lampassé et couronné de gueules (qui est du comté palatin du Rhin ) et en 2 et 3 fuselé en bande d'azur et d'argent (qui est de Bavière ), sur le tout de gueules à l'orbe d'or,. |
|           |     | rois de Bavière de 1809 à 1835. fuselé en bande d'azur et d'argent, chargé en cœur d'un écusson de gueules, à une épée d'argent garnie d'or passée en sautoir avec un sceptre d'or, le tout surmonté d'une couronne royale du même,. |
|           |     | rois de Bavière de 1835 à 1918. écartelé au 1 de sable, au lion d'or, armé et lampassé et couronné de gueules (qui est du comté palatin du Rhin), au 2 Emanché de gueules et d'argent de trois pièces (qui est de Franconie) au 3 bandé d'argent et de gueules au pal d'or brochant sur le tout (qui est de Burgovie), au 4 d'argent au lion d'azur armé lampassé et couronné d'or (qui est de Veldenz) et sur le tout fuselé en bande d'azur et d'argent (qui est de Bavière),. |
|           |     | Othon de Wittelsbach (1815 † 1867), roi de Grèce. d'azur à la croix alésée d'argent, sur le tout fuselé en bande d'azur et d'argent. |
|           |     | ducs en Bavière depuis 1834. fuselé en pal d'azur et d'argent. Différences entre dessin et blasonnement. le fuselé « en pal » est le fuselé standard = grand axe des losanges vertical |
|           |     | Élisabeth de Wittelsbach (1837-1898) impératrice d'Autriche-Hongrie (1854-1898) |
|           |     | Prince Ferdinand de Bavière (1884-1958), Infant d'Espagne branche des « Wittelsbach-Bourbon » |

## Branche ludovicienne (cadette), issue deLouis de Bavière, éteinte en1777
| Armoiries | Écu | Nom et blasonnement |
|           |     | ducs de Bavière de 1180 à 1623. fuselé en bande d'azur et d'argent,. |
|           |     | Louis IV de Bavière (1286 † 1347), rois des Romains en 1314, sacré empereur romain germanique en 1328. d'or, à l'aigle de sable, membrée, becquée et liée de gueules ; sur le tout fuselé en bande d'azur et d'argent. |
|           |     | ducs de Bavière et électeurs de Brandebourg : Louis V († 1361), Louis VI († 1365) et Othon V († 1379). parti fuselé en bande d'azur et d'argent et d'argent à l'aigle de gueules armé, becqué et langué d'or. Différences entre dessin et blasonnement. |
|           |     | duc de Bavière-Straubing, comtes de Hainaut et de Hollande de 1254 à 1433. écartelé en 1 et 4 fuselé en bande d'azur et d'argent et en 2 et 3 contre-écartelé en 1 et 4 d'or, au lion de sable, armé et lampassé de gueules et en 2 et 3 d'or, au lion de gueules, armé et lampassé d'azur. |
|           |     | électeurs de Bavière de 1623 à 1777. En 1620, l'électeur palatin Frédéric V, protestant, est vaincu après avoir tenté de prendre le royaume de Bohême. Il est mis au bans de l'Empire et ses terres, son titre d'électeur et sa charge de sénéchal sont confisquées et donné à son cousin catholique, le duc de Bavière, qui prend alors : écartelé en 1 et 4 fuselé en bande d'azur et d'argent (très souvent représenté avec les fuseaux contournés en barre, pour rentrer dans les cartouches elliptiques alors à la mode) et en 2 et 3 de sable, au lion d'or, armé, lampassé et couronné de gueules, sur le tout de gueules à l'orbe crucifère d'or. |
|           |     | Ferdinand de Bavière (1550-1608) Ferdinand de Bavière (1558-1666) fils de Albrecht V. duc de Bavière (1528-1579) avec sa femme Anna d'Autriche (1528-1590), 2e fille de Empereur Ferdinand I. fuselé en bande d'azur et d'argent (Wittelsbach), sur-le-tout au lion d'or, armé, lampassé et couronné de gueules. |
|           |     | Charles VII de Bavière (1697 † 1745), empereur de 1742 à 1745. d'or, à l'aigle de sable, membrée, becquée et liée de gueules ; écartelé en 1 et 4 fuselé en bande d'azur et d'argent et en 2 et 3 de sable, au lion d'or, armé, lampassé et couronné de gueules, sur le tout de gueules à l'orbe crucifère d'or. |

## Lignée illégitimes
| Armoiries | Écu | Nom et blasonnement                                                                     |
|           |     | les comtes de Holnstein (de) fils illégitimes de l'électeur Charles Théodore de Bavière |
|           |     | les comtes de Bretzenheim fils illégitimes de l'électeur Charles Théodore de Bavière    |

## Couronne royale de bavière
| Couronne | Couronne heraldique | Note                       |
|          |                     | Couronne royale de bavière |

## Ordres de chevalier de bavière
| Collier de l'ordre | Ruban de l'ordre. | Note                                                                     |
|                    |                   | Ordre de Saint-Hubert                                                    |
|                    |                   | L’ordre royal de Saint-Georges pour la défense de l'Immaculée Conception |

## Sources
- Jiri Louda et Michael Maclagan, Les Dynasties d'Europe, Bordas, 1981 (réimpr. 1993), 308 p. (ISBN 2-04-027013-2).
- Héraldique Européenne.